# Eporectis poliophylla
Eporectis poliophylla är en fjärilsart som beskrevs av Turner 1902. Eporectis poliophylla ingår i släktet Eporectis och familjen nattflyn. Inga underarter finns listade i Catalogue of Life.